# Appleton-le-Moors
Appleton-le-Moors è un villaggio e parrocchia civile dell'Inghilterra, appartenente alla contea del North Yorkshire.